# Angelabella
Angelabella is een geslacht van nachtvlinders uit de familie Gracillariidae, de mineermotten.
Het geslacht omvat één soort:
- Angelabella tecomae Vargas & Parra, 2005